# Tachymenis trigonatus
Tachymenis trigonatus — вид отруйних змій родини полозових (Colubridae). Ендемік Аргентини.

## Поширення і екологія
Tachymenis trigonatus мешкають в західній і центральній Аргентині. Вони живуть в сухих чагарникових заростях монте.